# James DePreist
James Anderson DePreist (Filadelfia, 21 novembre 1936 – Scottsdale, 8 febbraio 2013) è stato un direttore d'orchestra statunitense. DePreist è stato uno dei primi direttori afroamericani sulla scena mondiale. È stato direttore emerito di corsi di studio di direzione ed orchestra alla Juilliard School e direttore musicale laureato della Oregon Symphony al momento della sua morte.

## Primi anni e formazione
DePreist nacque a Filadelfia nel 1936. Era il nipote del contralto Marian Anderson. Studiò composizione con Vincent Persichetti alla University of the Arts (UArts) di Filadelfia mentre conseguì una laurea alla Wharton School of the University of Pennsylvania e un master alla Annenberg School for Communication presso l'Università della Pennsylvania.

## Carriera
Nel 1962, durante un tour del Dipartimento di Stato a Bangkok, in Tailandia, DePreist contrasse la poliomielite. Tuttavia recuperò a sufficienza, tanto da permettergli di entrare e, infine, di ottenere il primo premio nel Concorso Internazionale di Direzione di Dimitri Mitropoulos. Fu poi scelto da Leonard Bernstein per diventare assistente direttore della New York Philharmonic durante la stagione 1965-66. DePreist debuttò in Europa con l'Orchestra filarmonica di Rotterdam nel 1969, poi fece apparizioni con altre orchestre europee ad Amsterdam, Belgio, Berlino, Italia, Monaco, Stoccolma e Stoccarda. Nel 1971 Antal Doráti lo nominò direttore associato della National Symphony Orchestra a Washington, D.C. Nel 1976 DePreist fu nominato direttore musicale dell'Orchestra Sinfonica del Québec, incarico che mantenne fino al 1983.
Nel 1980 DePreist è stato nominato direttore musicale dell'Oregon Symphony, ruolo che ricoprì fino al 2003. Durante i suoi 23 anni di servizio ha guidato la trasformazione dell'Oregon Symphony da una piccola orchestra part time a un gruppo riconosciuto a livello nazionale con una quantità di registrazioni. Peter Frajola, un primo violino che entrò nell'orchestra negli anni '80, ricordava "viaggi musicali fenomenali" con DePreist, la cui influenza è andata ben oltre la sala da concerti della comunità. È stato il nono direttore musicale dell'Oregon Symphony e gli successe Carlos Kalmar.
Altri suoi ruoli come di capo di orchestre comprendono incarichi con l'Orchestra Sinfonica del Québec, l'Orchestra Sinfonica di Malmö in Svezia e l'Orchestre Philharmonique de Monte-Carlo. Ha anche lavorato come consulente artistico per la Pasadena Symphony. Come direttore ospite, DePreist è apparso in tutte le principali orchestre nordamericane, tra cui la Boston Symphony Orchestra, l'Orchestra di Filadelfia, la Symphony of the New World e la Juilliard Orchestra. Ha anche diretto orchestre a Helsinki, Roma, Sydney, Tokyo, Londra e in molte altre città.
DePreist ha realizzato oltre 50 registrazioni, tra cui un ciclo sinfonico di Shostakovich con l'Orchestra filarmonica di Helsinki e 15 registrazioni con l'Oregon Symphony, con opere come la Sinfonia n. 2 di Sergei Rachmaninoff.

## Premi
DePreist ha vinto 15 dottorati onorari. Era un membro eletto dell'American Academy of Arts and Sciences e dell'Accademia reale svedese di musica (Kungl. Musikaliska Akademien). È stato nominato direttore musicale dell'orchestra Oregon Symphony. È destinatario delle Insegne di commendatore dell'Ordine del Leone di Finlandia, la Medaglia della città di Québec e ufficiale dell'Ordine al merito culturale di Monaco. Ha ricevuto il Ditson Conductor's Award nel 2000 per il suo impegno per l'secuzione della musica americana. Nel 2005 il presidente George W. Bush gli ha consegnato la National Medal of Arts, il più alto onore della nazione per l'eccellenza artistica.

## Nella cultura di massa
Durante il soggiorno di DePreist in Giappone come direttore permanente della Tokyo Metropolitan Symphony Orchestra, il suo nome e la sua immagine sono stati usati nel manga e anime giapponese, Nodame Cantabile, in cui fu il direttore musicale dell'immaginaria Roux-Marlet Orchestra e assunse il protagonista della serie Shinichi Chiaki come nuovo direttore d'orchestra. DePreist diresse anche la Tokyo Metropolitan Symphony Orchestra per la musica sia per l'anime che per i generi live action.
Nel 1987 DePreist, che era stato amico di liceo di Bill Cosby, fu incaricato di riorganizzare la canzone a tema al The Cosby Show.

## Vita privata e morte

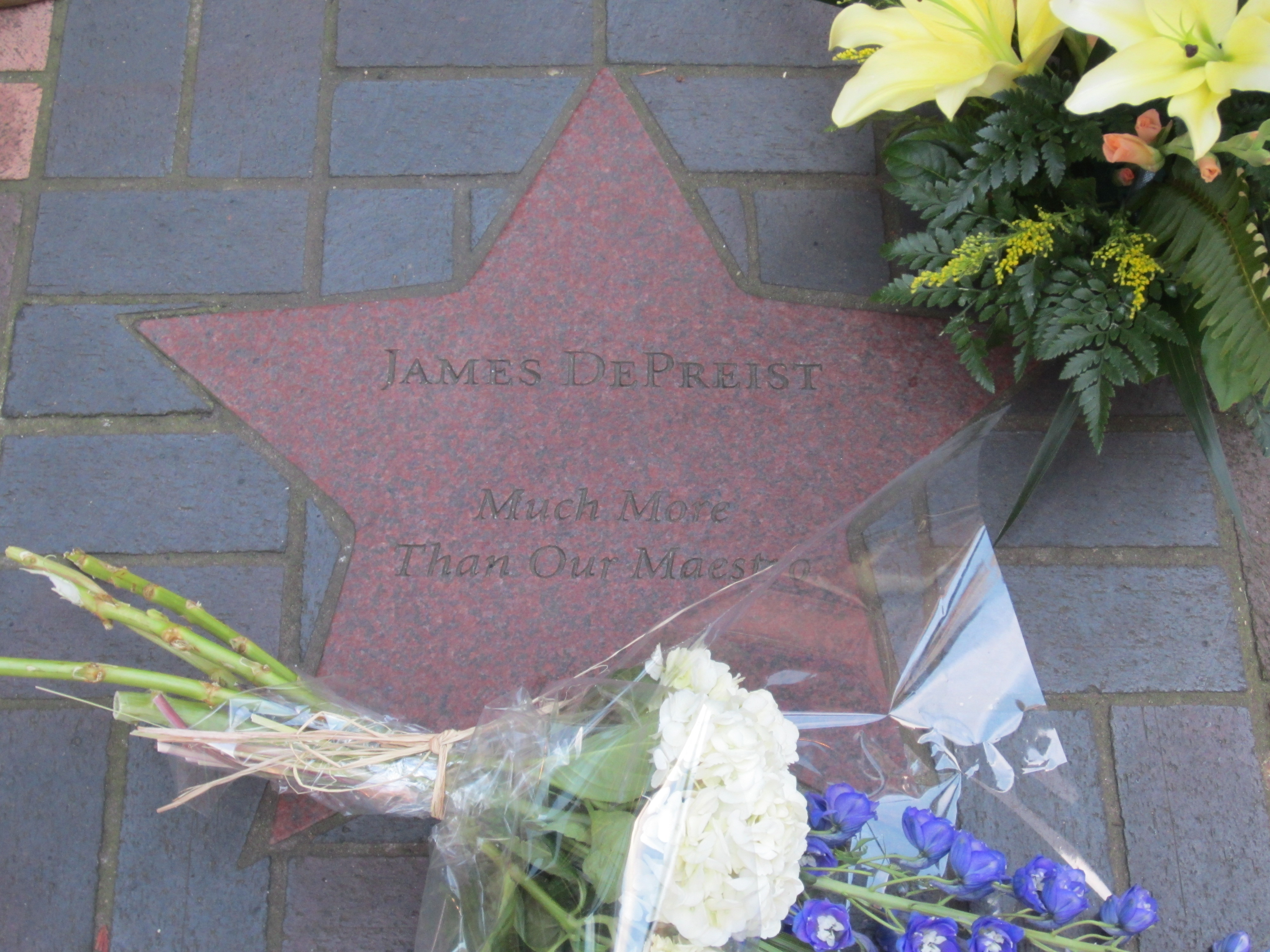
La stella di DePreist lungo la Walk of Stars di Main Street a Portland, che mostra i tributi floreali il giorno della sua morte

Nel 2012 DePreist ebbe un attacco di cuore, dal quale non si riprese mai completamente. Morì l'8 febbraio 2013, all'età di 76 anni, a Scottsdale, in Arizona. Era sposato con Ginette DePreist. DePreist ha avuto due figlie, Tracy e Jennifer, dal suo primo matrimonio con Betty Childress.

## Pubblicazioni
DePreist ha pubblicato due libri di poesie: The Precipice Garden (1987) e The Distant Siren (1989).